# Lijst van nummer 1-hits in Zweden in 2018
Deze hits stonden in 2018 op nummer 1 in de Sverigetopplistan Single Top 100, de bekendste hitlijst in Zweden.
| Datum        | Artiest                     | Titel                               |
| ------------ | --------------------------- | ----------------------------------- |
| 5 januari    | Ed Sheeran & Beyoncé        | Perfect duet                        |
| 12 januari   | Ed Sheeran & Beyoncé        | Perfect duet                        |
| 19 januari   | Ed Sheeran & Beyoncé        | Perfect duet                        |
| 26 januari   | Ed Sheeran & Beyoncé        | Perfect duet                        |
| 2 februari   | Drake                       | God's plan                          |
| 9 februari   | Drake                       | God's plan                          |
| 16 februari  | Drake                       | God's plan                          |
| 23 februari  | Drake                       | God's plan                          |
| 2 maart      | Post Malone & Ty Dolla $ign | Psycho                              |
| 9 maart      | Felix Sandman               | Every single day                    |
| 16 maart     | Felix Sandman               | Every single day                    |
| 23 maart     | Felix Sandman               | Every single day                    |
| 30 maart     | Felix Sandman               | Every single day                    |
| 6 april      | Hov1                        | Hon dansar vidare i livet           |
| 13 april     | Hov1                        | Hon dansar vidare i livet           |
| 20 april     | Hov1                        | Hon dansar vidare i livet           |
| 27 april     | Avicii & Sandro Cavazza     | Without you                         |
| 4 mei        | Avicii & Sandro Cavazza     | Without you                         |
| 11 mei       | Post Malone                 | Better now                          |
| 18 mei       | Post Malone                 | Better now                          |
| 25 mei       | Norlie & KKV                | Mer för varandra                    |
| 1 juni       | Norlie & KKV                | Mer för varandra                    |
| 8 juni       | Norlie & KKV                | Mer för varandra                    |
| 15 juni      | Norlie & KKV                | Mer för varandra                    |
| 22 juni      | Norlie & KKV                | Mer för varandra                    |
| 29 juni      | Norlie & KKV                | Mer för varandra                    |
| 6 juli       | Drake & Michael Jackson     | Don't matter to me                  |
| 13 juli      | Drake & Michael Jackson     | Don't matter to me                  |
| 20 juli      | Drake                       | In my feelings                      |
| 27 juli      | Hov1                        | Still - Recorded at Spotify Studios |
| 3 augustus   | Drake                       | In my feelings                      |
| 10 augustus  | Dynoro & Gigi D'Agostino    | In my mind                          |
| 17 augustus  | Dynoro & Gigi D'Agostino    | In my mind                          |
| 24 augustus  | Dynoro & Gigi D'Agostino    | In my mind                          |
| 31 augustus  | Hov1                        | Auf wiedersehen                     |
| 7 september  | Dynoro & Gigi D'Agostino    | In my mind                          |
| 14 september | Dynoro & Gigi D'Agostino    | In my mind                          |
| 21 september | Kanye West & Lil Pump       | I love it                           |
| 28 september | Lil Peep & XXXTentacion     | Falling down                        |
| 5 oktober    | Ava Max                     | Sweet but psycho                    |
| 12 oktober   | Ava Max                     | Sweet but psycho                    |
| 19 oktober   | Ava Max                     | Sweet but psycho                    |
| 26 oktober   | Ava Max                     | Sweet but psycho                    |
| 2 november   | Lady Gaga & Bradley Cooper  | Shallow                             |
| 9 november   | Lady Gaga & Bradley Cooper  | Shallow                             |
| 16 november  | Lady Gaga & Bradley Cooper  | Shallow                             |
| 23 november  | Lady Gaga & Bradley Cooper  | Shallow                             |
| 30 november  | Lady Gaga & Bradley Cooper  | Shallow                             |
| 7 december   | Mariah Carey                | All I want for Christmas is you     |
| 14 december  | Mariah Carey                | All I want for Christmas is you     |
| 21 december  | Mariah Carey                | All I want for Christmas is you     |
| 28 december  | Wham!                       | Last Christmas                      |